# Encyclia randii
Encyclia randii är en orkidéart som först beskrevs av Lucien Linden och Émile Rodigas, och fick sitt nu gällande namn av Paulo Campos Porto och Alexander Curt Brade. Encyclia randii ingår i släktet Encyclia och familjen orkidéer. Inga underarter finns listade i Catalogue of Life.

## Bildgalleri

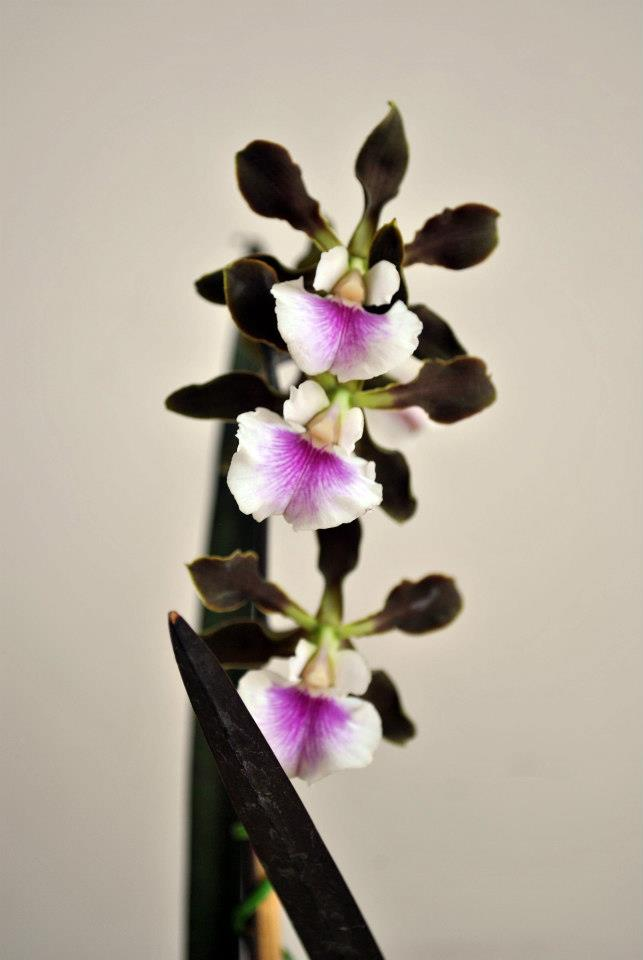